# Leonid Gozman
Leonid Gozman (ros. Леони́д Я́ковлевич Го́зман, ur. 13 lipca 1950 w Leningradzie) – rosyjski polityk, związany z opozycyjnym Sojuszem Sił Prawicowych.
Leonid Gozman należy do grona polityków opozycyjnych wobec prezydenta Władimira Putina. W 2016 na stronie internetowej Echa Moskwy ukazał się jego list otwarty, w którym oskarżał prezydenta o m.in. o wywołanie wojny na Ukrainie oraz wspieranie kryminalnych rządów na północnym Kaukazie. Po rozpoczętej w lutym 2022 inwazji Rosji na Ukrainę publicznie wyraził nadzieję na zawarcie porozumienia pokojowego i wezwał prezydenta Putina do dymisji. Wyraził również przekonanie, że polityka prowadzona przez obecne władze Rosji zmierza do zniszczenia państwa oraz degradacji poziomu życia Rosjan.